# Rhynchium claripenne
Rhynchium claripenne är en stekelart som beskrevs av Giordani Soika 1994. Rhynchium claripenne ingår i släktet Rhynchium och familjen Eumenidae. Inga underarter finns listade i Catalogue of Life.